# Michaela Imperatori
Michaela Imperatori (Roma, 28 aprile 1972) è un'ex ginnasta italiana.

## Biografia
Nata nel 1972 a Roma, nel 1987 ha preso parte ai Mondiali di Varna, arrivando 20ª nel concorso individuale con 38.1 punti (9.55 con la fune, 9.6 con il cerchio, 9.5 con le clavette e 9.45 con il nastro).
A 16 anni ha partecipato ai Giochi olimpici di Seul 1988, nel concorso individuale, qualificandosi alla finale con il 12º punteggio, 38.7 (9.7 con la fune, 9.6 con il cerchio, 9.7 con le clavette e 9.7 con il nastro) e chiudendola in 12ª posizione con 58.25 punti (19.35 di preliminare, 9.7 con la fune, 9.8 con il cerchio, 9.8 con le clavette e 9.6 con il nastro).